# Luís Neto
Luís Carlos Novo Neto, född 26 maj 1988, är en portugisisk tidigare fotbollsspelare. Mellan 2013 och 2018 representerade han Portugals landslag.